# 荷蘭甕
荷蘭甕是起於荷蘭人在1602年所成立的荷蘭東印度公司在泰國所燒製的青陶甕，因荷蘭人之故、稱為荷蘭甕。首先由東印度公司設在泰國的泰國棕櫚油公司，將在泰國等地以物易物交換來的棕櫚油以當地所燒制的綠色甕裝罐。之後運到台灣臺南，再轉運到南部山區的魯凱族部落「以物易物」的來換取鹿皮，而當時臺灣還有大量的野生梅花鹿群。
東印度公司拿泰國的棕櫚油換取臺灣的梅花鹿皮後，再轉銷到江戶時代的日本，作為武士的鹿皮戰服。